# Bertwald
Der Heilige Bertwald (auch: Birhtwald, Brihtwald, Beorhtweald, Berthwald, Beorhtwald oder Beretuald; † 13. Januar 731) war von 693 bis zu seinem Tode Erzbischof von Canterbury.

## Leben
Bertwald wurde um 650 geboren und war königlicher Abstammung. Über seine genaue Herkunft ist allerdings wenig bekannt.

### Abt von Glastonbury und Reculver
Von Cenwalh, dem König von Wessex, wurde er 667 zum ersten angelsächsischen Abt des Klosters Glastonbury ernannt, das vier Jahre später vom König mit umfangreichem Landbesitz in der Gegend von Meare ausgestattet wurde. Um 676 wurde Bertwald Abt des Klosters Reculver in Kent (nördlich von Canterbury). Im Jahr 679 schenkte König Hlothhere von Kent Ländereien bei Westanae (Isle of Thanet) und in Sturry (bei Canterbury) an den Abt Bertwald und das Kloster Reculver.

### Erzbischof von Canterbury
Im Jahr 690 wurde er zum neunten Erzbischof von Canterbury als Nachfolger des verstorbenen Theodor von Tarsus gewählt und begab sich ins Frankenreich nach Lyon, wo er 693 von Godwin, dem Erzbischof von Lyon, geweiht wurde. Bertwald errichtete neue Bischofssitze und förderte die Christianisierung von Sussex, dem letzten heidnischen Königreich der Angelsachsen.
Der neue Erzbischof Bertwald von Canterbury verlangte von Wilfrid, dem Erzbischof von York, die Teilung von dessen Bistum zu bestätigen. Wilfrid weigerte sich und wurde ins Exil geschickt; er fand Zuflucht bei Æthelred von Mercia.
Durch Erzbischof Bertwalds Einfluss führte König Wihtred von Kent 695 eine Gesetzesreform durch. In Berghamstyde, wurden die neuen Gesetze auf einer Versammlung vieler bedeutender Männer (Erzbischof Bertwald von Canterbury; Gybmund, Bischof von Rochester; u. a.) verabschiedet. Nun wurden ungesetzliche Heiraten, heidnische Riten und Missachtung der religiösen Feiertage bestraft: Die Kirchen wurden von Steuern befreit, Eide der Bischöfe und des Königs waren uneingeschränkt gültig.
702 leitete er das Konzil von Easterfield, auf dem Wilfrid abgesetzt und exkommuniziert wurde. Wilfrid wurde 703 von Papst Johannes VI. nach 70 Sitzungen voll rehabilitiert. Bertwald versöhnte sich im Jahr 706 mit Wilfrid auf einer Synode. Trotz der Entscheidung des Papstes verzichtete Wilfrid auf das Bistum York zugunsten Johannes von Beverley und akzeptierte das neugeschaffene Bistum Hexham, wobei er auch sein Kloster in Ripon zurückerhielt.
Bertwald starb am 13. Januar 731 in Canterbury, sein Nachfolger wurde Tatwin.
Als Todesjahr wurde 729, 731 und auch 732 überliefert, doch wird heute allgemein 731 für richtig gehalten.